# Dreifaltigkeitskapelle (Jakobwüllesheim)

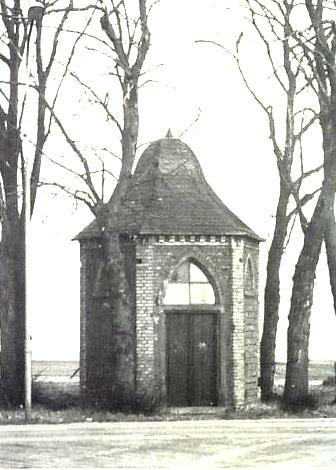
Die Kapelle im Jahre 1976

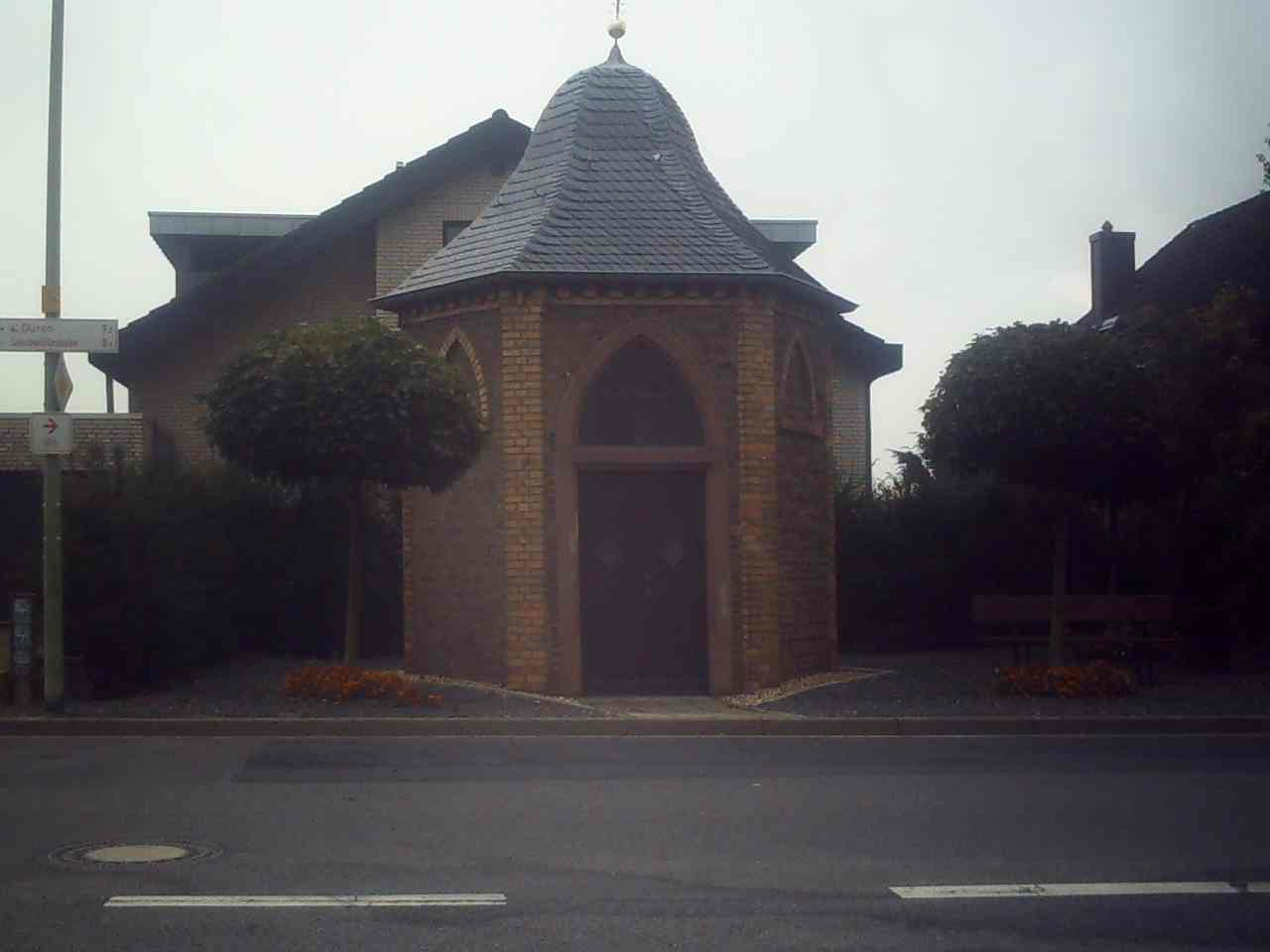
Die Kapelle im Jahre 2008

Die Dreifaltigkeitskapelle steht am Ortsrand von Jakobwüllesheim, einem Ortsteil der Gemeinde Vettweiß im Kreis Düren, Nordrhein-Westfalen.

## Bauwerk
Die Kapelle ist aus Ziegelsteinen gemauert. Das Dach ist mit Schiefer gedeckt. Das Bauwerk hat einen Durchmesser von sechs Metern. Es steht direkt am Ortseingang von Jakobwüllesheim an der Kreisstraße 33 von Vettweiß her kommend gegenüber dem Kapellenweg.

## Ausstattung
In der Kapelle befinden sich Holzdarstellungen der Dreifaltigkeit, die Taube wurde 1972 gestohlen. Rechts vom Altar steht die Statue des hl. Donatus, links die des hl. Wendelinus.

## Prozessionen
Fronleichnam wird an der Kapelle der Segen erteilt. Im Frühjahr bei der Aussaat, am Dreifaltigkeitssonntag und im Herbst nach der Ernte geht je an einem Sonntagnachmittag eine Prozession zur Kapelle. Unterwegs wird gebetet: für gute Witterung, zur hl. Dreifaltigkeit und zum Dank für die Ernte. An der Kapelle wird eine Litanei gebetet, dann zieht die Prozession zurück zur Kirche, wo sie sich auflöst. Die Frühjahrs- und Herbstprozession sind nicht an einen bestimmten Termin gebunden.
Die Kapelle steht unter Denkmalschutz.